# Adele Obermayr
Adele Obermayr (gebürtig: Adelheid Husch; * 10. März 1894 in Schärding, Oberösterreich; † 19. Mai 1972 in Innsbruck, Tirol) war eine österreichische Politikerin (SPÖ).

## Leben
Adele Obermayr kam bereits in jungen Jahren von Oberösterreich nach Tirol, wo sie eine Lehre zur Laborantin in einer Apotheke in Sankt Johann in Tirol absolvierte. 1915 übernahm sie die Leitung einer Apotheke in Kitzbühel. 1920 heiratete sie und wurde Mutter einer Tochter.
1918 wurde sie für die Sozialdemokratische Arbeiterpartei in den Gemeinderat von Kitzbühel gewählt, dem sie bis 1919 angehören sollte. 1921, zu einer Zeit als Mühlau eine noch unabhängige Gemeinde war, wurde Obermayr auch hier in den Gemeinderat gewählt; sie blieb Gemeinderätin bis 1924.
1924 zog sie als Abgeordnete ihrer Partei in den Tiroler Landtag ein, dem sie zehn Jahre lang, bis zum Verbot der Sozialdemokratischen Partei 1934, angehörte. Als Politikerin machte sich Adele Obermayr für die Interessen der Frauen stark, setzte sich für die Bildung von Mädchen ein, gegen das Lehrerinnenzölibat und kümmerte sich auch darum, dass in Innsbruck eine Frauenberatungsstelle eingerichtet wurde.
Während der NS-Zeit war Obermayr in einer Widerstandsgruppe aktiv. Sie stellte einer Gruppe von Sozialisten und Kommunisten mit Verbindungen zu Robert Uhrig ihre Wohnung in Innsbruck für geheime Treffen zur Verfügung. Am 30. Mai 1942 wurde sie verhaftet und verbrachte die letzten Kriegsjahre, von 1943 bis 1945, als Gefangene im KZ Ravensbrück. Im KZ wurden medizinische Experimente an ihr durchgeführt und sie überlebte nur durch Glück und mit Unterstützung einer Kameradin.
1945, kurz nach ihrer Rückkehr nach Österreich, wurde Obermayr erneut als SPÖ-Abgeordnete in den Tiroler Landtag gewählt. Sie blieb es acht Jahre, bis 1953. Im selben Jahr wurde sie in Wien als Mitglied des Bundesrats vereidigt. Als Bundesrätin war sie erneut acht Jahre, vom 24. November 1953 bis zum 7. November 1961, aktiv.
Heute trägt die Adele-Obermayr-Straße in Innsbruck ihren Namen.